# Тышкевич, Николай Михайлович
Никола́й Миха́йлович Тышке́вич (бел. Мікалай Міхайлавіч Тышкевіч, пол. Mikolaj Tyszkiewicz; ок. 1721 — 6 декабря 1796) — военный и религиозный деятель Великого княжества Литовского и Польши; генерал-лейтенант литовских войск и каноник виленский.

## Биография
Представитель логойской линии магнатского рода Тышкевичей герба «Лелива». Сын старосты стржалковского и хорунжего гусарской роты Михаила Яна Тышкевича (ум. после 1762) и Регины Ларской. Братья — староста стржаловский и генерал-лейтенант литовских войск Антоний Казимир Тышкевич (1723—1778), полковник литовских войск Юзеф Игнацы Тышкевич (1724—1815) и генерал-майор литовских войск Фелициан Тышкевич (1719—1792).
От отца унаследовал титул графа в Логойске и Бердичеве. Был каноником Виленского кафедрального собора, священником в часовне Святого Казимира. 25 сентября 1793 награждён Орденом Белого орла.
Скончался 6 декабря 1796 года в Вильно. Похоронен в Логойске.